# Řídicí vůz 912 ZSSK
Řídicí vůz řady 912 Železničné spoločnosti Slovensko vznikl v roce 1996 přestavbou běžného přípojného vozu řady Baafx v depu ve Vrútkách. Je určen do soupravy se souběžně modernizovanými motorovými vozy řady 811, s nimiž má společný design. Jedná se o první řídicí vůz motorové trakce na Slovensku. Původní záměr ŽSR, tehdejšího provozovatele železniční dopravy, pořídit vratné soupravy tvořené motorovým a řídicím vozem ale nebyl naplněn. Zatímco motorových vozů řady 811 vzniklo celkem 27, v případě řídicího vozu zůstalo pouze u prototypu (912.001), jenž je doposud[kdy?] v provozu.[zdroj?]
Označení řadou 912 je netypické, vzhledem k faktu, že motorové vozy nosí řadu 811. Důvodem byl fakt, že řada 911 již byla obsazena řídicími vozy řady 911.9, které jsou v provozu na Trenčianske elektrické železnici.

## Technické parametry
- délka přes nárazníky: 13 970 mm
- maximální rychlost: 80 km/h
- hmotnost: 16 t
- uspořádání pojezdu: 1’ 1’